# DARLIN' (D'ERLANGERの曲)
「DARLIN' 」（ダーリン）は、1990年にリリースされたD'ERLANGERのメジャー1stシングル。カップリングは「an aphrodisiac」の2パターンを収録。

## 収録曲
1. DARLIN' 
作詞：KYO　作曲：CIPHER　編曲：D'ERLANGER
2. an aphrodisiac（Extended ver.）
作詞：KYO　作曲：CIPHER
3. an aphrodisiac（10.28 Hibiya-yaon Live Ver.）